# Haidenkofen (Wallersdorf)

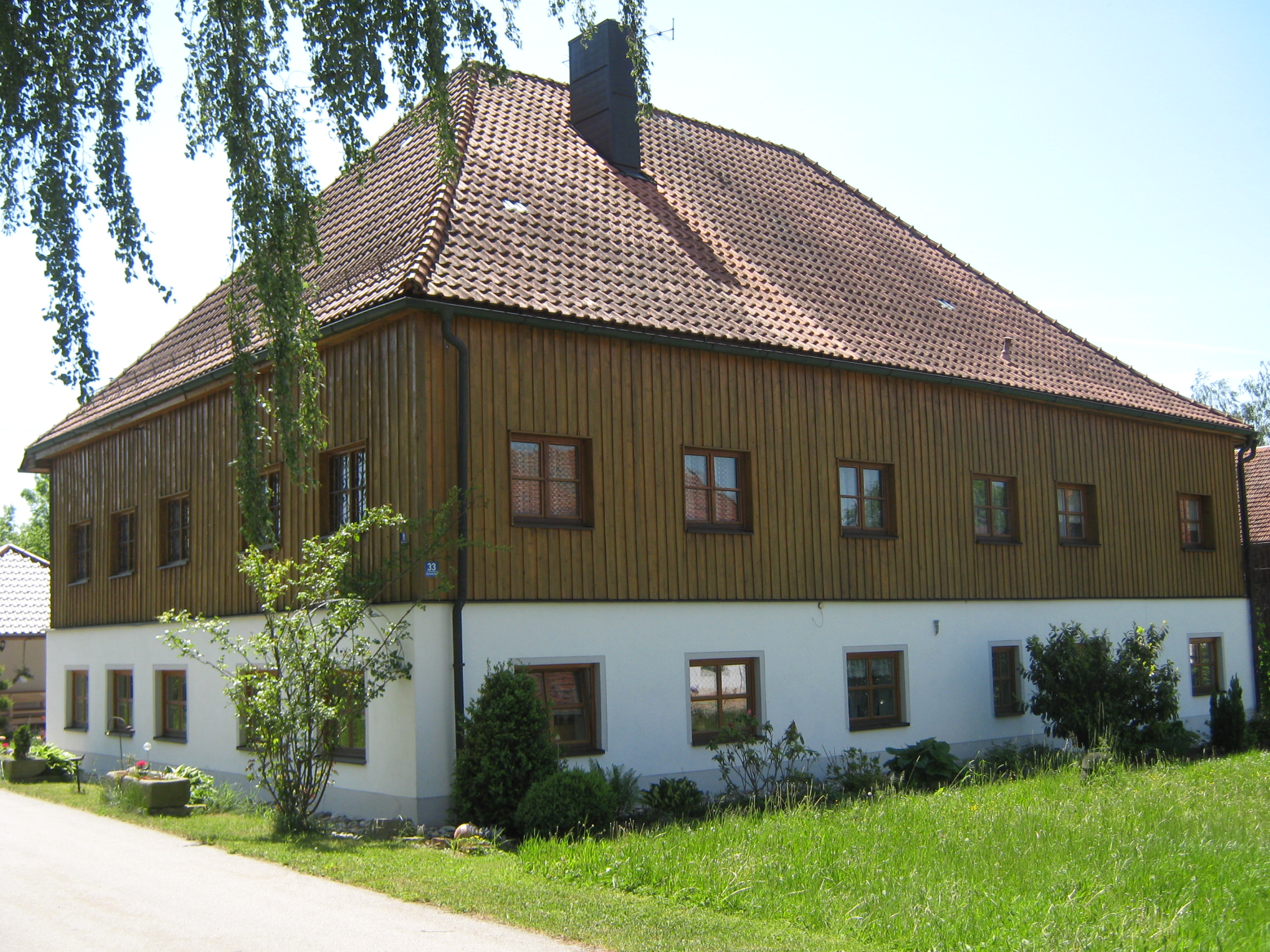
Das ehemalige Gesindehaus

Haidenkofen ist ein Ortsteil des Marktes Wallersdorf im niederbayerischen Landkreis Dingolfing-Landau. Bis 1972 bildete es eine selbstständige Gemeinde.

## Lage
Das Dorf Haidenkofen, das man nicht mit dem ebenfalls im Gäuboden gelegenen gleichnamigen Ortsteil von Sünching verwechseln darf, liegt etwa drei Kilometer westlich von Wallersdorf und etwas nordwestlich von Haidlfing.

## Geschichte
Die ersten urkundlichen Belege erweisen, dass das Hochstift Regensburg 1145 und 1183 über Besitz in Heitenchoven verfügte. 1397 wird Eberhart der Falkenstainer zu haitenkofen genannt. Haidenkofen bildete eine zum Pfleggericht Landau gehörende Hofmark, die seit Mitte des 18. Jahrhunderts in der Hand der Herren von Plank war. Im Konskriptionsjahr 1752 bestand der Ort aus 25 Anwesen. In mehreren Urkunden wird das verfallene Schloss erwähnt, das heute nicht mehr vorhanden ist.
Die Hofmark Haidenkofen wurde im 19. Jahrhundert zur Grundlage der Gemeinde Haidenkofen im Landgerichtsbezirk Landau.
1883 kamen bei einer Brandkatastrophe vier Menschen sowie fünfzig Rinder und Pferde ums Leben. Sechs Wohnhäuser, alle Nebengebäude und die Kirche fielen den Flammen zum Opfer. 1925 bekam Haidenkofen den elektrischen Strom. 1949 wurde der in Haidenkofen geborene Pater Clarenz Hornberger zum Ehrenbürger der Gemeinde ernannt.
Nach Bildung der Bezirksämter gehörte die Gemeinde zum Bezirksamt Landau und ab 1939 zum Landkreis Landau an der Isar. Im Zuge der Gebietsreform wurde die Gemeinde Haidenkofen zum 1. Januar 1972 in die Großgemeinde Wallersdorf im Landkreis Dingolfing-Landau eingegliedert.

## Sehenswürdigkeiten
- Kapelle St. Achatius. Sie wurde 1886 anstelle der durch den Brand von 1883 zerstörten ehemaligen Schlosskapelle erbaut.
- Nebengebäude (Gesindehaus) des abgegangenen Schlosses. Der Walmdachbau stammt vermutlich noch aus dem 17. Jahrhundert.

## Vereine
- Freiwillige Feuerwehr Haidenkofen
- Radfahrverein „Edelweiß“ Haidenkofen